# Franz Karl O’Reilly
Franz Karl O’Reilly (* 13. Juni 1763 in Brüx; † 25. August 1802 in Prag) war ein böhmischer Arzt aus einer irischen Familie und Beförderer der Kuhpockenimpfung, die er als einer der ersten in Prag einführte. Er galt als „einer der berühmtesten Prager Ärzte der zweiten Hälfte des 18. Jahrhunderts“.
Die Verwandtschaftsverhältnisse zu den aus Irland stammenden Familien gleichen Namens sind ungeklärt.  Möglicherweise war er ein Sohn des irischen Arztes, der unter dem Namen „JacobôReilly“ publizierte. Dessen Veröffentlichungen bestehen vor allem in seiner Dissertatio physico-medico-practica de usu et abusu evancuantium in morbis acutis, erschienen 1750 in Prag, dann sein Tractatus de ortu ac indole, contentis viribus medicis ac debito usu aquarum mineral. Stecknicensium, erschienen bei Kotting, Ponti 1766, sowie die Beschreibung und Gebrauch des Dobritschauer Bades, mit einigen von demselben gewirkten Heilungen, das im selben Jahr, allerdings in Eger erschien.
Franz Karl O’Reilly war, wie es im Biographischen Lexikon des Kaiserthums Oesterreich von 1871 heißt, „einer der geschicktesten Aerzte Prags“. Das Lexikon kannte darüber hinaus an medizinischen Fachartikeln eine Abhandlung über das gelbe Fieber und mehrere Aufsätze im böhmischen Wandersmann über die Kuhpockenimpfung. Diese Impfung führte er als einer der ersten in Prag ein. Auch wird seine Untersuchung des Bitterwassers zu Steinwasser in Böhmen, Elsenwanger, Prag 1791, genannt.
1789 begegnete der junge Arzt dem inzwischen 64-jährigen Giacomo Casanova, der von April bis Mai 1789 ernsthaft krank war. Kuriert wurde er diesmal von O’Reilly. Dieser riet ihm, zur Bekämpfung der Langeweile seine Lebenserinnerungen aufzuschreiben, die er tatsächlich bei seinem Tod 1798 hinterließ.
Seine Arbeit an der „Vaccination“ mittels Kuhpocken, die im Jahr 1800 in Prag durchgeführt wurde, war nicht nur erfolgreich, sondern sie wurde auch überregional und noch zu seinen Lebzeiten wahrgenommen. Als Manuskript hinterließ O’Reilly selbst eine von ihm niedergeschriebene Geschichte der Krankheiten, die er tagtäglich behandelte.